# Парашютная вышка
Парашю́тная вы́шка — стержневая инженерная конструкция с площадкой в верхней части, консолью, балансирующим механизмом и постоянно развёрнутым парашютом, предназначенная для имитации прыжка.
Парашютные вышки используются для тренировок или развлечений в качестве аттракционов.

## История

### Башня-аттракцион в Парке Горького 1930-х годов
Сооружена предположительно в 1929 (на фотографиях Родченко, Александр Михайлович[уточнить], возведена[уточнить] в парке предположительно в 1930 (судя по фотографиям в журнале «Смена»).
Зимой использовалась как бобслейный спуск.
На обложке журнала «Огонёк» (№ 20 (480) от 20 сентября 1933) представлен парашютист, прыгнувший с винтовой башни и использующий трос, ведущий от крана на самой башне и прикреплённый к куполу круглого парашюта в Московском парке культуры и отдыха (фотография Ф. Фридилянда[уточнить]).
Существовала как минимум до 22 июня 1943 года.
- упоминание в Popular Science за март 1935[4].
- LIFE за 29 марта 1943 года, 3 фото на странице 112[5], этот журнал приписывает раскраску башни в красно-белых цветах сладости Candy cane. Опровергнуть это тяжело, но на цветных фото 1931 раскраска не была такой.
- журнал L'Illustration.
- изображена на заднем плане картины художника Василия Сварога «И. В. Сталин и члены Политбюро среди детей в Центральном парке культуры и отдыха имени М. Горького».
- рисунок акварелью А. Н. Павлова. «Парашютная вышка», 1950-е годы[6].

### Последующие постройки
В начале 1930-х годов «для отработки практических навыков в оставлении самолетов» на ОКБ П. И. Гроховского[уточнить] была разработана конструкция парашютной вышки.
Она представляла собой металлическую ферму высотой 20—25 метров с оборудованной наверху площадкой, с которой прыгающий на раскрытом парашюте, удерживаемом металлическим тросом, опускался на землю.
Первоначально парашютные вышки относились к классу «аппаратуры для наземной тренировки парашютистов».
Другая вышка в СССР была построена силами парашютной воинской части 10 мая 1933 года в Пушкине по разработанному ранее проекту ОКБ.
Другая вышка была сооружена в 1934 году в Москве на территории Краснопресненского парка силами общественности района при активном участии работника ОКБ парашютиста К. Н. Холобаева.
Возросшая популярность парашютизма в СССР в 1930-е годы привела к тому, что в городских парках культуры и отдыха стали массово устанавливаться парашютные вышки, с которых мог прыгнуть любой желающий.
Также парашютные вышки входили в спортивные комплексы предприятий.
Например, в 1934 году была построена первая на Урале парашютная вышка, на территории будущего уралмашевского стадиона, о котором в 1935 году писалось, «на стадионе построена парашютная вышка. Первые парашютисты Вагонки 22 и 24 января с открытым парашютом совершали полеты с 20-метровой высоты».
В 1935 году в Истре на юге Франции была построена собственная металлическая парашютная вышка по чертежам советского ОКБ.
В 1936 году на приморском бульваре в Баку была открыта парашютная вышка высотой 75 м, выполненная в форме нефтяной вышки.
В 1937 году для обучения молодых парашютистов была построена парашютная вышка в Катовице (Польша) высотой 50 м.
Популярность парашютных вышек была такова, что в Советском Союзе была разработана специальная парашютная вышка для детей дошкольного возраста.
Она представляла собой обычную горку, которая заканчивалась на высоте 1,5 метра от земли, сзади которой размещалась стрела к которой крепился парашютик.
Наверху на ребёнка пристегивали подвесную систему, он скатывался вниз по жёлобу, а с 1,5 м мягко приземляется под куполом.
По некоторым оценкам, начинающими парашютистами было совершено несколько миллионов прыжков с парашютных вышек.
К концу XX века практически все парашютные вышки были заброшены или демонтированы.

## Конструкция
Парашютная вышка представляла собой металлическую, деревянную или бетонную стержневую инженерную конструкцию высотой 20—80 м.
Первое время для парашютных вышек приспосабливались также колокольни, башни и тому подобные высотные конструкции.
В начале своей истории наибольшее распространение получили несколько конструкции парашютных вышек, так называемой «стандартной конструкции», системы Максимова и другие.
При внешних различиях все они были построены по схожей схеме, описанной ниже, основные элементы которой сохранились до сих пор.
В верхней части конструкции размещалась площадка, с которой и производились прыжки.
Первоначально к площадке прокладывалась лестница, которая ограничивала высоту вышки, так как при высоте более 30 м подъём вызывал затруднение для прыгающего.
В дальнейшем в вышках стали устанавливать подъёмники (лифты), снимающие данное ограничение.
Над верхней площадкой, устанавливается балансировочное механическое оборудование с консолью (поворотной стрелой), через которую проходит рабочий трос, к концу которого подвешивается купол со стропами.
Консоль может вращаться только в горизонтальной плоскости и установленная каждый раз перед прыжком по ветру.
Также существовали варианты со статическими консолями направленными в разные стороны.
На конце консоли, а также в месте, где она примыкает к основной мачте, имеются блоки, через которые пропускается рабочий трос диаметром около 7 мм.
К одному концу троса присоединяется карабин, который через промежуточное звено, амортизатор с ремнём, соединятся с главным узлом строп купола.
Для безопасности на случай обрыва амортизатора, между главным узлом строп и тросом закрепляется дополнительный трос с рекомендуемой длиной на 1/4 больше длины амортизатора и диаметром около 3 мм.
К другому концу длинного троса подвешивается груз, своей регулируемой перед прыжком тяжестью поднимающий вверх свободный парашют и обеспечивающий скорость прыжка максимально имитирующую реальную — 4—5 м/с.
Купол парашюта всегда находится в развёрнутом виде, благодаря вставленному большому кольцу, первоначально изготовляемому из дюралевых труб с рекомендованным диаметром в 30 мм.
Для того, чтобы прыжок с парашютной вышки больше уподобить прыжку с самолёта, рабочую высоту делают несколько выше уровня крепления, для того, чтобы прыгающий мог испытать не только медленный спуск, но и недлительное свободное падение.
Первоначально, большое внимание уделялось имитационной стороне парашютных вышек, ставя прыгающего в условия, близко подходящие к условиям прыжка с самолёта.
Например, рекомендовалось, чтобы подвесная система парашюта была такая же как у парашюта, с которым прыгают с самолёта, на парашютных вышках аэроклубного типа рабочие площадки оборудовали макетами кабинок самолётов У2, К-5, АНТ-9 и АНТ-6, а к подвесной системе рекомендовалось добавить наспинный ранец тренировочного парашюта, в который вместо купола укладывались подушки.